# Stahlnetz
Stahlnetz war eine zwischen 1958 und 1968 ausgestrahlte Reihe deutscher Kriminalfilm-Produktionen des NDR, deren 22 Folgen zum Teil auf realen Begebenheiten basierten. Die Serie wurde von Jürgen Roland nach Drehbüchern von Wolfgang Menge inszeniert und wird gelegentlich als Vorgängerproduktion der ARD-Kriminalfilm-Reihe Tatort betrachtet. Die Sendereihe war beim Fernsehpublikum sehr beliebt; die meisten Folgen wurden zu regelrechten Straßenfegern.
Weniger erfolgreich waren sechs zwischen 1999 und 2003 produzierte weitere Folgen. In der Folge „PSI“ war dort der Schauspieler Axel Milberg in der Rolle als eigensinniger Hauptkommissar Klaus Borowski zu sehen, der einen fast unglaublichen Entführungsfall löst. Später wurde Hauptkommissar Borowski von Hannover nach Kiel versetzt – als Tatort-Kommissar.

## Allgemeines
1957 hatte der NDR die Hörspielreihe Die Jagd nach dem Täter mit authentischen Kriminalfällen gestartet. Sie erwies sich als erfolgreich, so dass man beschloss, eine ähnliche Serie auch für das TV-Programm zu produzieren. Das Konzept und auch die Titelmusik wurden der US-amerikanischen Fernsehserie Dragnet (wörtlich ‚Schleppnetz‘; dt. Titel: Polizeibericht) entliehen. Die Titelmelodie wurde komponiert von Walter Schumann. Das bekannte „Taa-Ta-Tamm-Tamm“ zu Beginn stammt allerdings aus der Feder des Hollywood-Komponisten Miklós Rózsa (Ben Hur, El Cid u. v. a.) und wurde ursprünglich für den Film Rächer der Unterwelt (The Killers, 1946) komponiert. Die begleitende Filmmusik wurde u. a. von Erwin Halletz und einmal auch von Martin Böttcher (für den Zweiteiler Spur 211) komponiert.
Während die 22 ursprünglichen Folgen von Wolfgang Menge geschrieben und von Jürgen Roland inszeniert worden waren, stammen die sechs neuen Folgen von verschiedenen Autoren: Friedrich Ani (2), Orkun Ertener (2), Thomas Keck, Kerstin Oesterlein (2), Jessica Schellack, Markus Stromiedel und Karl Heinz Zeitler. Auch die Regisseure wechselten in den neuen Folgen: Thomas Bohn (2), René Heisig (1), Markus Imboden (1), Ernst Josef Lauscher (1) und Manfred Stelzer (1).
Führende deutsche Fernsehschauspieler waren in den Serienfolgen als Täter und Ermittler zu sehen; zu den Ermittlern gehörten unter anderem Heinz Engelmann, Wolfgang Völz, Hellmut Lange, Rudolf Platte, Karl Georg Saebisch, Eddi Arent und Paul Edwin Roth. Als Täter konnte man u. a. Sigurd Fitzek als Kindesmörder Willy Funke in Rehe sowie Grit Boettcher, Mady Rahl, Dirk Dautzenberg, Jan Hendriks und Henning Schlüter erleben.

## Folgen
Jede Folge beginnt damit, dass eine Straftat nachgestellt wird. Danach sind folgende Texte zu hören:

„Titel der Folge – Dieser Fall ist wahr! Er wurde aufgezeichnet nach den Unterlagen der Kriminalpolizei (mit/ohne Stadtname). Nur Namen von Personen, Plätzen und die Daten wurden geändert, um Unschuldige und Zeugen zu schützen.“

Soweit ist dies sogar die wortwörtliche Übersetzung aus Polizeibericht, vgl. auch die Version Dragnet ’88 von The Art of Noise.

„Sollte trotzdem Namensgleichheit mit lebenden oder toten Personen auftreten, so ist sie rein zufällig.“

## Medien

### Bücher
1960 veröffentlichte Wolfgang Menge vier Bände nach Folgen der Sendereihe:
- Band 1: Das gußeiserne Alibi
- Band 2: Die Tote im Hafenbecken
- Band 3: Zeugin im grünen Rock
- Band 4: Verbrannte Spuren

### DVD-Video
- Sammelbox: 22 Episoden und sechs neue Episoden als Bonusfilme auf acht DVDs, herausgegeben von ARD-Video mit einer Dokumentation über Jürgen Roland als Bonus-DVD.

### Hörspiele
Der Audio Verlag hat in den Jahren 2005 bis 2008 Hörspiele in einer Reihe Stahlnetz produziert und zunächst als CDs publiziert, später auch als Download-Medien. Es sind Bearbeitungen der Tonspuren der jeweiligen Fernsehfilme. Die Reihe wurde von 1 bis 5 durchnummeriert.
1. Stahlnetz – Das 12. Messer (2005)
2. Stahlnetz – Das Haus an der Stör (2005)
3. Stahlnetz – Verbrannte Spuren (2006)
4. Stahlnetz – Saison (2007)
5. Stahlnetz – Das Alibi (2008)

Katrin Machulik von „Der Audio Verlag“ erklärte zu diesen Produktionen, dass sich nicht jeder Film für eine Hörfassung eigne. Bei diesen Hörfassungen hat Wolfgang Menge aktiv mitgewirkt.

## Sonstiges
- Jürgen Roland engagierte für die Serie eine Reihe von bekannten Volksschauspielern, die meist in kleineren Rollen auftraten. Dazu gehörten beispielsweise Ernst Hilbich oder die Stars des Ohnsorg-Theaters Otto Lüthje, Henry Vahl, Helga Feddersen, Ernst Grabbe, Karl-Heinz Kreienbaum, Günter Lüdke und vom St. Pauli-Theater Christa Siems.
- Waren die einzelnen Folgen der Serie anfangs noch sehr im trockenen Gerichtsreporterstil gehalten, bauten Drehbuchautor und Regie später mehr und mehr auch hintergründige „easter eggs“ ein. Beispiel: In „Ein Toter zuviel“ (u. a. mit Dirk Dautzenberg) trägt ein über die Maßen leichtgläubiger Bankfilialleiter den Namen „Dehmel“ – da ist es zum „Dämel“ nicht weit. Und als beim abschließenden Polizeieinsatz alle verfügbaren Kräfte zusammengerufen wurden, war „nur der Menge noch beim Skat“: Wolfgang Menge schrieb die Drehbücher zu den Stahlnetzfolgen.